# Биртин (Бихор)
Биртин (рум. Birtin) насеље је у Румунији у округу Бихор у општини Ваду Кришулуј. Oпштина се налази на надморској висини од 276 m.

## Становништво
Према подацима из 2002. године у насељу је живело 407 становника, од којих су сви румунске националности.